# 가슴이 떨리는 건 너 때문 (영화)
《가슴이 떨리는 건 너 때문》(일본어: 胸が鳴るのは君のせい, 영어: My Heart Beats Because of You)은 2021년에 개봉한 일본의 로맨스 영화이다.
 타카하시 히로토가 감독을 요코타 리에가 각본을 맡았다.
 일본은 2021년 6월 4일에 대한민국은 2022년 2월 9일에 개봉되었다.

## 출연진
- 우키쇼 히다카 - 아리마 하야토 역
- 시라이시 세이 - 시노하라 츠카사 역
- 이타가키 미즈키 - 하세베 야스히로 역
- 하라 나노카 - 하세베 마유 역
- 카와무라 하나 - 사카이 미도리 역
- 와카바야시 지에이 - 타카오카 토시키 역
- 야나이 유메나 - 호시카와 야요이 역
- 이리에 카이토 - 카네코 케이스케 역
- 아사카와 나나 - 마노 리리코 역
- Red Rice - 빙수집 사장 역